# 건무 (후한)
건무(建武)는 중국 후한(後漢) 광무제(光武帝)의 첫 번째 연호이며 후한 최초의 연호이다. 25년 6월에서 56년 4월까지 32년 동안 사용하였다. 25년 6월, 한(漢) 부흥군이 옹립한 경시제(更始帝)로부터 독립한 후 연호를 제정하였다.
같은 시기에 사용된 다른 연호로는 한(漢) 부흥군이 옹립한 경시제(更始帝)가 23년부터 25년까지 사용한 경시(更始), 농서 지방의 군벌 외효(隗囂) 및 외순(隗純)이 23년부터 34년까지 사용한 한복(漢復), 파촉 지방의 군벌 공손술(公孫述)이 세운 성가(成家)에서 25년부터 36년까지 사용한 용흥(龍興), 적미군(赤眉軍)이 옹립한 유분자(劉盆子)가 25년부터 27년까지 사용한 건세(建世) 등이 있다.

## 개원
현한(玄漢) 경시(更始) 3년 6월 22일(25년 8월 5일)에 후한을 건국하고 연호를 건무(建武)로 건원함.

## 연대대조표
| 건무                | 원년            | 2년        | 3년        | 4년        | 5년        | 6년        | 7년        | 8년        | 9년        | 10년              |
| 서력                | 25년            | 26년       | 27년       | 28년       | 29년       | 30년       | 31년       | 32년       | 33년       | 34년              |
| 육십간지 (六十干支) | 을유(乙酉)      | 병술(丙戌) | 정해(丁亥) | 무자(戊子) | 기축(己丑) | 경인(庚寅) | 신묘(辛卯) | 임진(壬辰) | 계사(癸巳) | 갑오(甲午)        |
| 한(漢) 부흥군       | 경시(更始) 3년  | -          | -          | -          | -          | -          | -          | -          | -          | -                 |
| 외효(隗囂)          | 한복(漢復) 3년  | 4년        | 5년        | 6년        | 7년        | 8년        | 9년        | 10년       | 11년       | {외순(隗純)} 12년 |
| 성가(成家)          | 용흥(龍興) 원년 | 2년        | 3년        | 4년        | 5년        | 6년        | 7년        | 8년        | 9년        | 10년              |
| 유분자 (劉盆子)     | 건세(建世) 원년 | 2년        | 3년        | -          | -          | -          | -          | -          | -          | -                 |
| 건무                | 11년            | 12년       | 13년       | 14년       | 15년       | 16년       | 17년       | 18년       | 19년       | 20년              |
| 서력                | 35년            | 36년       | 37년       | 38년       | 39년       | 40년       | 41년       | 42년       | 43년       | 44년              |
| 육십간지 (六十干支) | 을미(乙未)      | 병신(丙申) | 정유(丁酉) | 무술(戊戌) | 기해(己亥) | 경자(庚子) | 신축(辛丑) | 임인(壬寅) | 계묘(癸卯) | 갑진(甲辰)        |
| 성가(成家)          | 용흥(龍興) 11년 | 12년       | -          | -          | -          | -          | -          | -          | -          | -                 |
| 건무                | 21년            | 22년       | 23년       | 24년       | 25년       | 26년       | 27년       | 28년       | 29년       | 30년              |
| 서력                | 45년            | 46년       | 47년       | 48년       | 49년       | 50년       | 51년       | 52년       | 53년       | 54년              |
| 육십간지 (六十干支) | 을사(乙巳)      | 병오(丙午) | 정미(丁未) | 무신(戊申) | 기유(己酉) | 경술(庚戌) | 신해(辛亥) | 임자(壬子) | 계축(癸丑) | 갑인(甲寅)        |
| 건무                | 31년            | 32년       |            |            |            |            |            |            |            |                   |
| 서력                | 55년            | 56년       |            |            |            |            |            |            |            |                   |
| 육십간지 (六十干支) | 을묘(乙卯)      | 병진(丙辰) |            |            |            |            |            |            |            |                   |

## 같이 보기
- 다른 왕조의 같은 연호
  - 서진(西晉) 건무(304년)
  - 동진(東晉) 건무(317년 ~ 318년)
  - 후조(後趙) 건무(335년 ~ 348년)
  - 서연(西燕) 건무(386년)
  - 제(齊) 건무(494년 ~ 498년)

- 중국의 연호